# 국제 연구 대학 네트워크

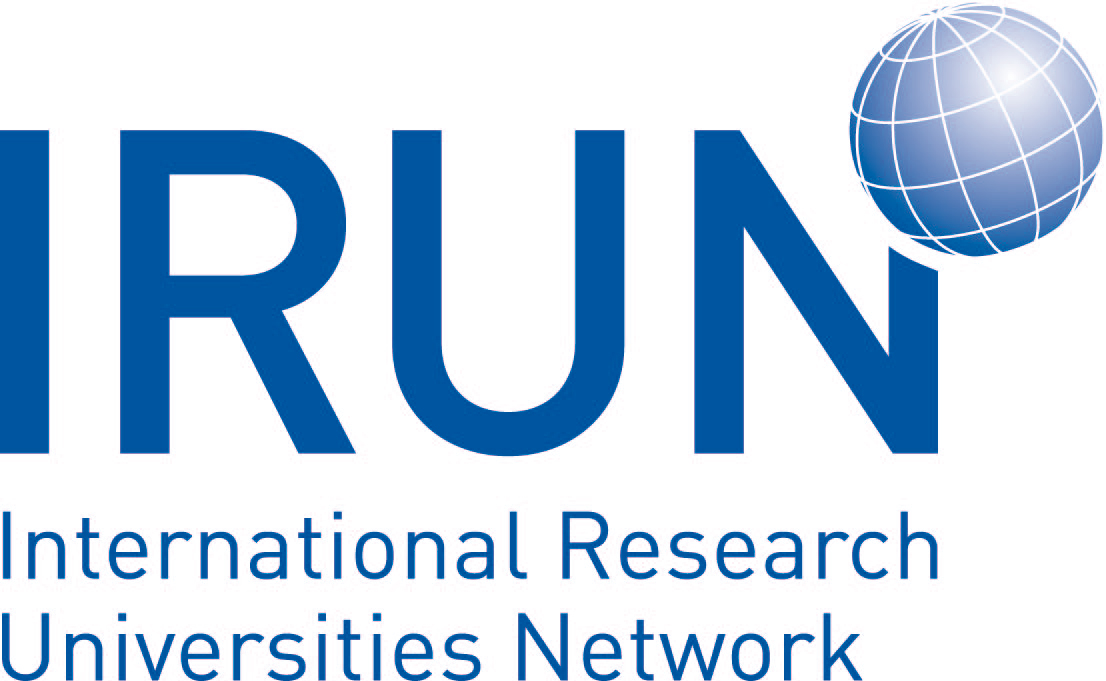

국제 연구 대학 네트워크(IRUN,International Research Universities Network)은 광역에 기반한 연구대학의 국제 네트워크로 그것은 래드바우드 (Radboud) 대학교 니즈메겐에 의해 시작되었다. 네트워크의 목표는 관련된 대학에서의 연구와 교육의 품질을 더더욱 개선하는 것이다. 뿐만 아니라 학생/연구자 교환, 연합 컨퍼런스, 심포지움과 세미나의 품질을 개선하는 것이다. 미래 계획은 연합 학위 프로그램을 포함한다.

## 구성원
프랑스
- 드 포이티어스 대학교

 독일
- 뒤스부르크-에센 대학교
- 뮌스터 대학교

 헝가리
- 페테르 파즈마니 캐슬릭 대학교, 부다페스트

 이탈리아
- 시에나 대학교

 네덜란드
- 래드바우드 대학교 니즈메겐

 폴란드
- 야기엘로니안 대학교 크라쿠프

 스페인
- 바르셀로나 대학교

 영국
- 글래스고 대학교

## 같이 보기
- 코임브라 그룹
- 유로패움
- 유럽연구대학연맹
- 위트레흐트 네트워크

## 참고 문헌
1. ↑  IRUN website